# 奥莱龙岛
奥莱龙岛（法語：Île d'Oléron，法語發音：[il dɔleʁɔ̃]）位于法国西南部滨海夏朗德省，比斯开湾北部，面积175平方公里，为法国第二大岛（不包括海外领地）。1966年建成了一座全长2.8公里的连接大陆的跨海大桥。
奥莱龙岛地势地平，全岛三分之一的土地为林地，海岸多沙丘和沼泽。旅游业为岛上的支柱产业。此外还有牡蛎养殖，蔬菜种植及捕鱼业。